# Policja (Włochy)

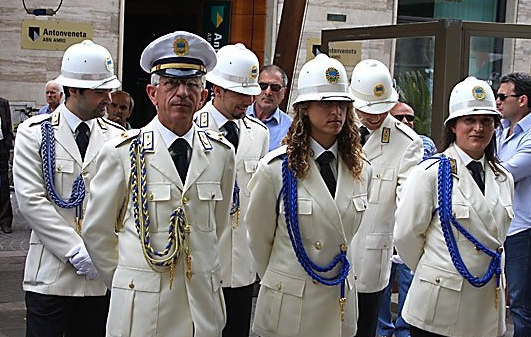
Funkcjonariusze Polizia Municipale

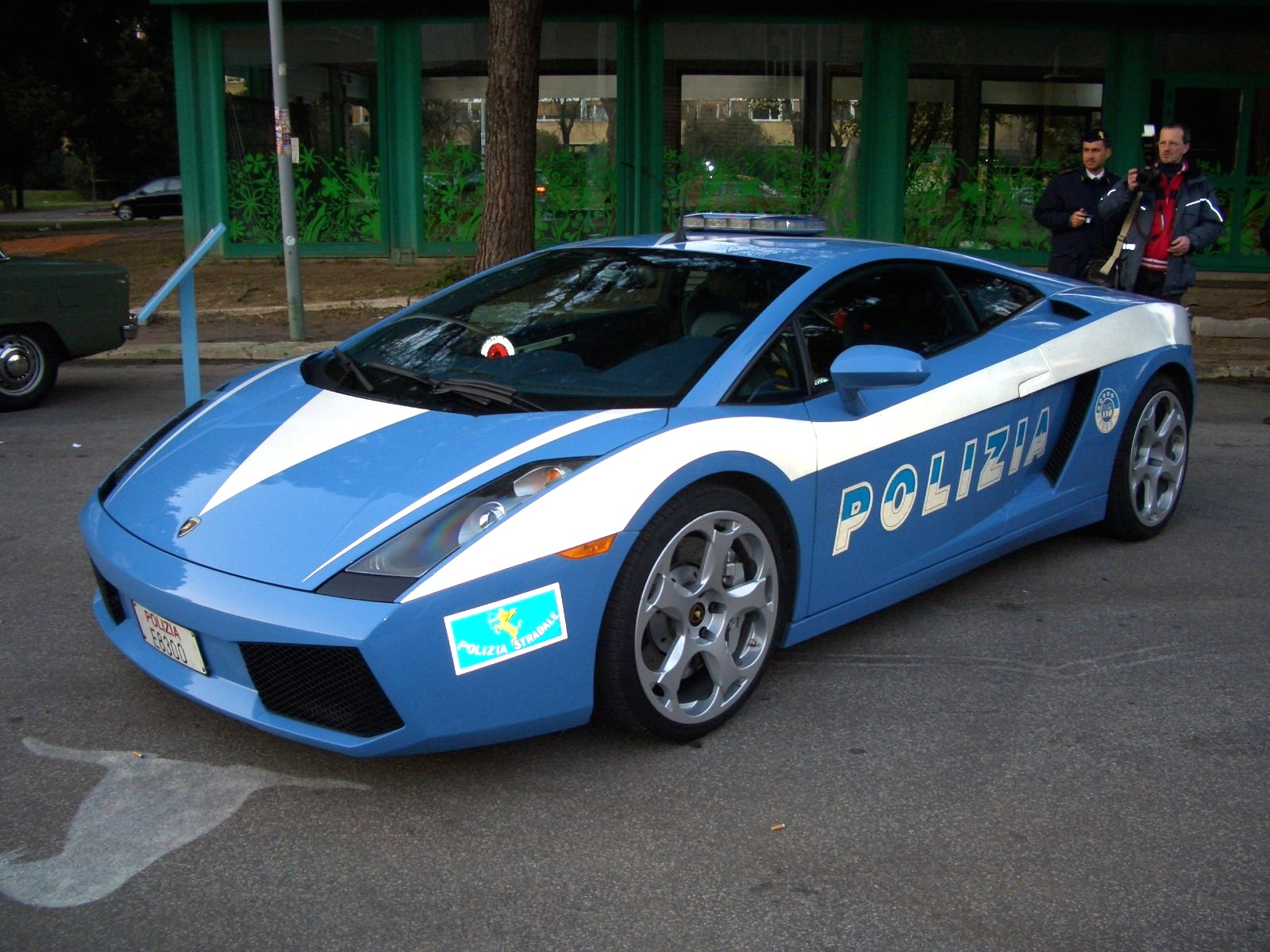
Samochód Polizia di Stato (Lamborghini Gallardo)

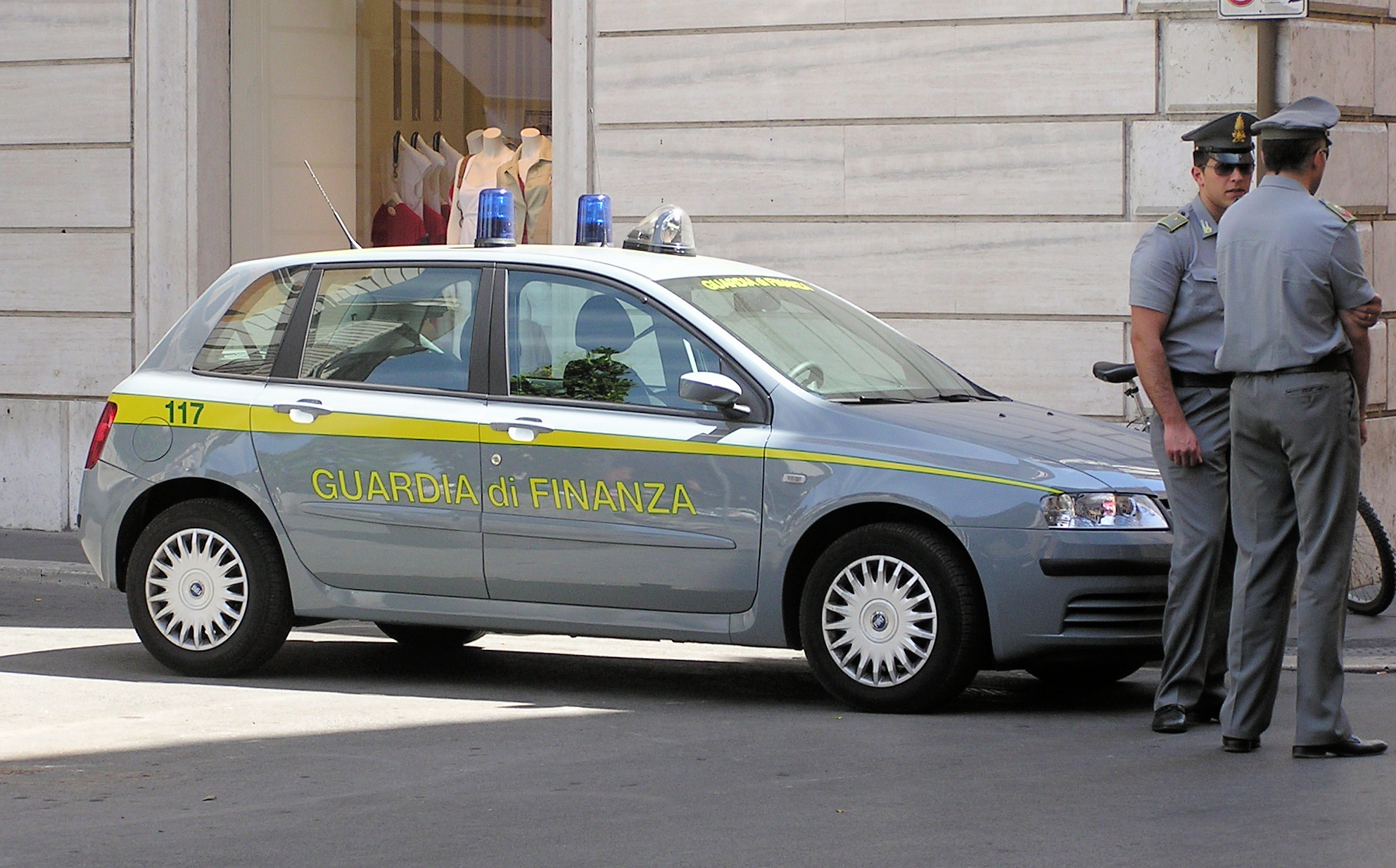
Samochód Guardia di Finanza (Fiat Stilo)

We Włoszech istnieje pięć głównych służb porządkowych:
- Polizia di Stato (pol. Policja Państwowa), która podlega Ministerstwu Spraw Wewnętrznych, odpowiada za bezpieczeństwo publiczne oraz prowadzenie śledztw.
- Corpo della Guardia di Finanza (pol. Korpus Straży Skarbowej), podlegająca Ministerstwu Spraw Gospodarki i Finansów, zajmująca się zwalczaniem przestępstw gospodarczych, a także pełni funkcję straży celnej.
- Arma dei Carabinieri (pol. Korpus Karabinierów) podlegający Ministerstwu Spraw Obrony, odpowiada za bezpieczeństwo publiczne oraz pełni funkcję żandarmerii wojskowej.
- Corpo di Polizia Penitenziaria (pol. Korpus Policji Więziennej), podlegająca Ministerstwu Sprawiedliwości, pełni funkcję straży więziennej.
- Corpo Forestale dello Stato (pol. Korpus Lasów Państwowych), podlegający Ministerstwu Rolnictwa, pełni funkcję straży leśnej.

## StrukturaPolizia di Stato
- Associazione Nazionale della Polizia di Stato
- Autocentri della Polizia di Stato
- Banda Musicale della Polizia di Stato – Reprezentacyjna Orkiestra Policiji Państwowa
- Centri di Raccolta Interregionale V.E.C.A.
- Centri di Raccolta Regionale V.E.C.A.
- Centro Elettronico Nazionale della Polizia di Stato
- Centro Nautico e Sommozzatori della Polizia di Stato
- Dipartimento della Pubblica Sicurezza – Departament Bezpieczeństwa Publicznego
- Direzione Centrale degli Istituti di Istruzione, di Perfezionamento e Centri di Addestramento della Polizia di Stato
- Fanfara della Polizia di Stato
- Gabinetti Interegionali di Polizia Scientifica
- Gabinetti Regionali di Polizia Scientifica
- Ispettorato di Pubblica Sicurezza presso il Senato della Repubblica
- Ispettorato di Pubblica Sicurezza presso la Camera dei Deputati
- Ispettorato di Pubblica Sicurezza presso la Presidenza del Consiglio dei Ministri
- Ispettorato di Pubblica Sicurezza presso il Viminale
- Ispettorato di Pubblica Sicurezza presso il Vaticano
- Nucleo Operativo Centrale di Sicurezza – Oddziały antyterrorystyczne
- Polizia di Frontiera – Policija Granicznej
- Polizia Ferroviaria – Policja Kolejowa
- Polizia Postale e delle Telecomunicazioni – Policja Pocztowa
- Polizia Stradale – Policja Patrolująca Autostrady
- Questure della Repubblica
- Reparti Mobili della Polizia di Stato
- Reparti Prevenzione Crimine
- Reparti Volo della Polizia di Stato
- Stabilimento e Centro Raccolta Armi
- Ufficio Presidenziale della Polizia di Stato presso la Sovrintendenza Centrale dei Servizi di Sicurezza della Presidenza della Repubblica
- Ufficio Speciale della Polizia di Stato presso la Presidenza della Regione Siciliana
- Zone Telecomunicazioni